# Тархановское сельское поселение (Темниковский район)
Тархановское се́льское поселе́ние — упразднённое муниципальное образование в Темниковском районе Мордовии Российской Федерации.
Административный центр — село Тарханы.

## История
Статус и границы сельского поселения установлены Законом Республики Мордовия от 28 декабря 2004 года № 124-З «Об установлении границ муниципальных образований Темниковского муниципального района, Рузаевского муниципального района и наделении их статусом сельского поселения, городского поселения и муниципального района».
Законом от 17 мая 2018 года N 49-З Ишейское сельское поселение и сельсовет были упразднены, а входившие в их состав населённые пункты (село Ишейки и деревни Бегишево, Досаево, Енгуразово и Идеево) были включены в состав Тархановского сельского поселения и сельсовета с административным центром в селе Тарханы.
Законом от 19 мая 2020 года, в июне 2020 года Тархановское сельское поселение и одноимённый ему сельсовет упраздняются, населённые пункты включаются в Аксёльское сельское поселение и одноимённый ему сельсовет.

## Население
| 2002 | 2010 | 2012 | 2013 | 2014 | 2015 | 2016 |
| ---- | ---- | ---- | ---- | ---- | ---- | ---- |
| 505  | ↘353 | ↘330 | ↘313 | ↘298 | ↘284 | ↘273 |
| 2017 | 2018 | 2019 | 2020 |      |      |      |
| ↘253 | ↘246 | ↗438 | ↘424 |      |      |      |

## Состав сельского поселения
| №  | Населённый пункт  | Тип населённого пункта | Население |
| -- | ----------------- | ---------------------- | --------- |
| 1  | Айкеево           | деревня                | ↘6        |
| 2  | Бегишево          | деревня                | ↘17       |
| 3  | Дасаево           | деревня                | ↘53       |
| 4  | Енаково           | деревня                | ↘28       |
| 5  | Енгуразово        | деревня                | ↘25       |
| 6  | Идеево            | деревня                | ↘2        |
| 7  | Ишейки            | село                   | ↘190      |
| 8  | Подайкеево        | деревня                | ↘3        |
| 9  | Сендюково         | деревня                | ↘18       |
| 10 | Тарханы           | село                   | ↘275      |
| 11 | Татарское Акашево | деревня                | ↘16       |
| 12 | Тумсово           | деревня                | ↘7        |